# Martin Parr

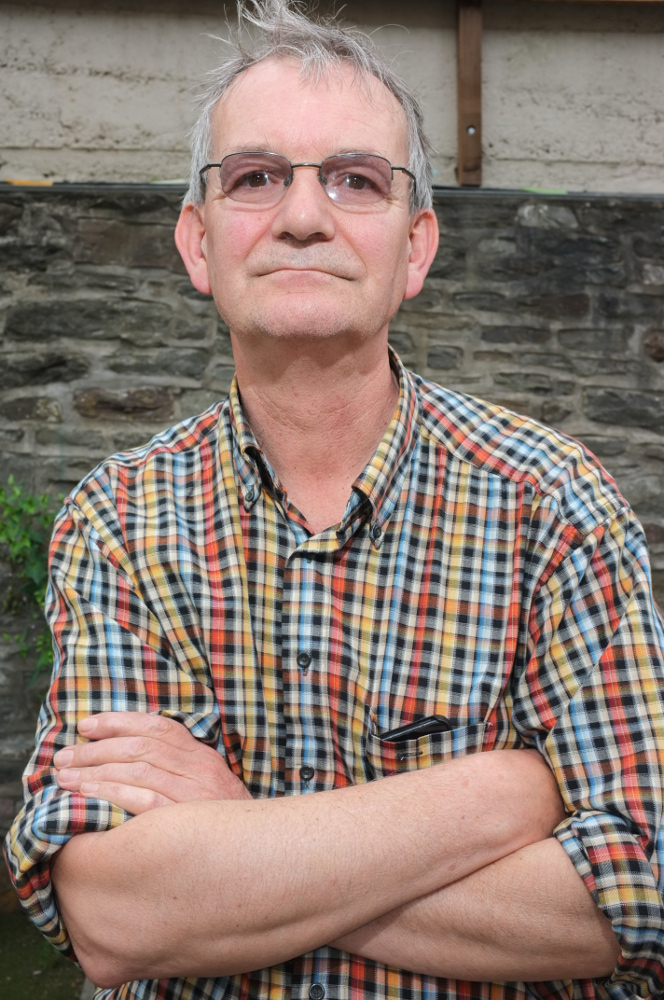
Martin Parr, 2014

Martin Parr (* 23. Mai 1952 in Epsom, Surrey) ist ein britischer Dokumentarfotograf, Fotojournalist und Sammler. Typisch für sein Werk ist der zugleich humoristische und anthropologische Blick auf Alltagssituationen.

## Leben
Martin Parr wuchs in seiner Heimatstadt Epsom auf, einem Vorort von London. Zwischen 1970 und 1973 studierte er Fotografie an der Manchester Polytechnic.
Neben seiner Beschäftigung als freier Fotograf nahm Parr immer wieder Lehraufträge als Dozent an. Nach einer langen Debatte wurde er 1994 Mitglied bei der Agentur Magnum Photos. Innerhalb der Agentur liefen Kampagnen, die seine Aufnahme verhindern sollten, doch letztendlich mussten sich seine Gegner der demokratischen Entscheidung beugen. Kritiker betrachteten seinen fotografischen Stil als zu provokant und warfen ihm vor, sich über die darin abgelichteten Personen lustig machen zu wollen. 2013 bis 2017 war Parr schließlich Präsident der Agentur.
2017 gründete Parr in Bristol, wo er seit 1987 lebt, die Martin Parr Foundation. Diese Stiftung wurde zum Teil durch den Verkauf seiner Sammlung an Fotobänden an die Tate Gallery finanziert. Die Räume der Stiftung beherbergen Parrs eigenes umfangreiches Archiv sowie eine Bibliothek und Ausstellungsräume. Die Stiftung besitzt und zeigt aber auch Werke anderer hauptsächlich britischer und irischer Fotografen, z. B. Chris Killip, Gilles Peress, oder Markéta Luskacová.

## Werk und Bedeutung

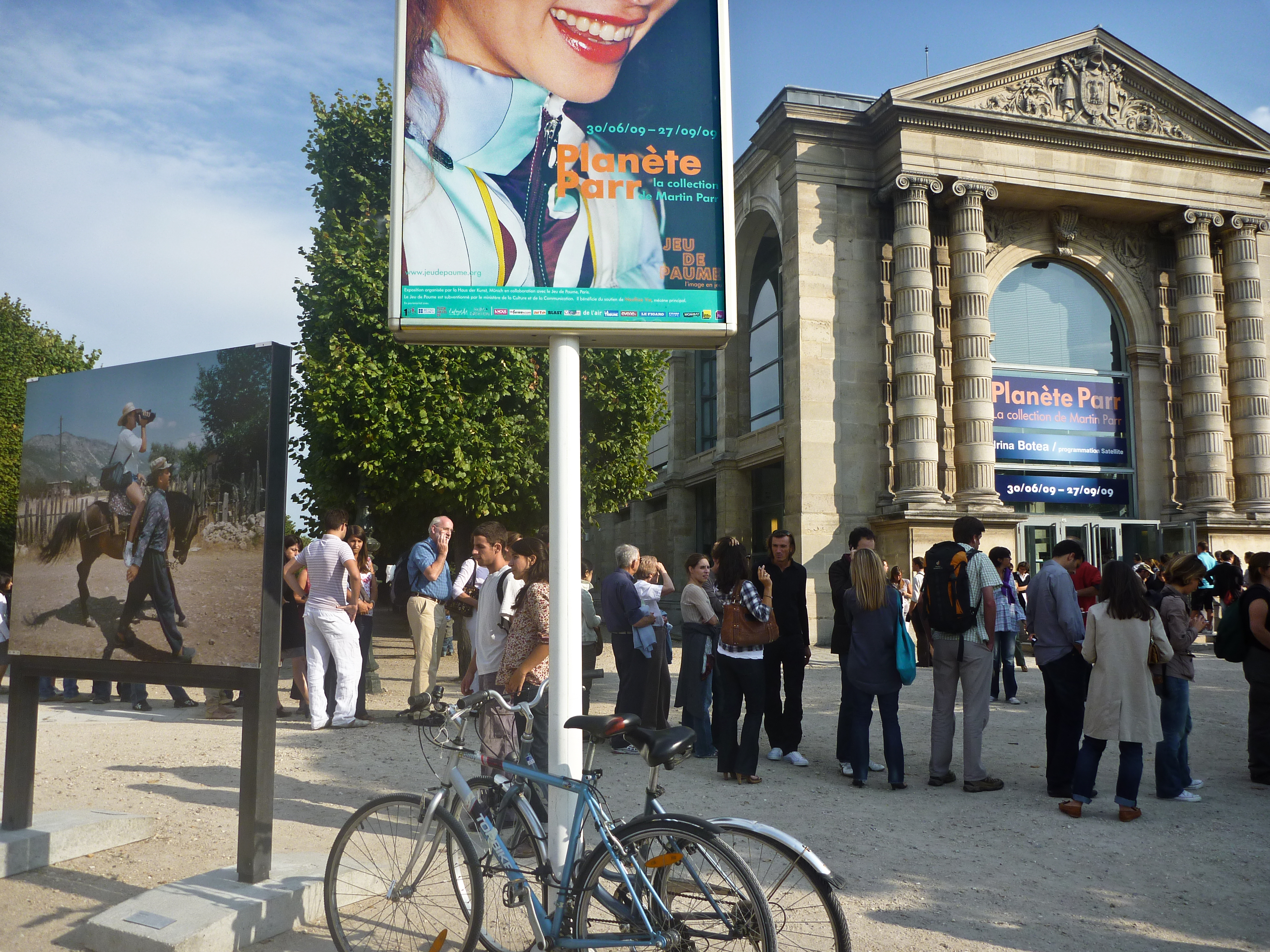
Ausstellung Planète Parr, Paris 2009

Parr provoziert, indem er Motive von alltäglichen Klischees fotografiert. Dabei hält er geschmackliche Entgleisungen fest und zeigt das Hässliche, das üblicherweise als Bildmotiv vermieden oder retuschiert wird. Seine Fotografien heben sich damit ab von der üblichen Kunst, die die Realität schminkt oder stilistisch verfremdet. Ungeschönte Motive des Massentourismus, der Prekariats und der Prominenz sowie von alternden Menschen gehören zu seinen Schwerpunkten. Er dokumentiert dabei vor allem die britische Alltagskultur. Parr sagt dazu: 

„Wenn die Leute beim Betrachten meiner Bilder gleichzeitig weinen und lachen, dann ist das genau die Reaktion, die die Bilder auch bei mir hervorrufen. Die Dinge sind weder grundsätzlich gut noch schlecht. Ich bin immer daran interessiert, beide Extreme darzustellen.“

Seit 1990 beschäftigt sich Parr auch mit der Filmkunst, vor allem als Kameramann, Dokumentarfilmer und Produzent.
Parr nahm an über 80 Ausstellungen in Nordamerika und Europa teil und hat über 50 Bücher veröffentlicht. Mehr als zwanzig Bücher sind über ihn selbst erschienen. Parr ist somit einer der berühmtesten britischen Fotografen und über die Landesgrenzen hinaus vor allem in Frankreich, aber auch in Deutschland bekannt.

## Parr als Sammler
Parr sammelt alltägliche Fotos anderer, Ansichtskarten, Nippes, mit Bildern bedruckte Gegenstände und auffällig gestaltete Verpackungen. Diese Sammlungen sind Gegenstand mehrerer Bücher und Ausstellungen. Zu seinen Sammelobjekten gehören auch etwa 13.000 Fotobände, Memorabilien über Margaret Thatcher, Sammelteller und Memorabilien über Saddam Hussein und Osama bin Laden. Sammeln und Fotografieren, so schreibt der Journalist Alex Rühle in der Süddeutschen Zeitung, seien für Parr zwei Seiten einer Medaille. Parr sagt dazu: 

„Das Fotografieren, das Sammeln und das aus dem Sammeln hervorgegangene Kuratieren – das sind alles Varianten des Dokumentierens. Oder umgekehrt gesprochen: Wenn ich fotografiere, sammle ich ja auch. Zeigen, was da ist. Aufsammeln, was da ist.“

## Fototechniken
Früher fotografierte Parr auf Schwarzweißfilm, um eine „extra real polarisierte Darstellung“ zu zeigen, heute in Farbe und hauptsächlich digital. Seine Bilder zeigen häufig eine grelle Farbigkeit mit hoher Sättigung. Neben Experimenten mit Mittelformatkameras arbeitet Parr hauptsächlich mit Kleinbild- oder kompakten Systemkameras. Dabei verwendet er oft einen Ringblitz zum Aufhellen bei Tageslicht und kombiniert dies mit einem Makroobjektiv.

## Ausstellungen
- 2019: Retrospektive. NRW-Forum Düsseldorf, Düsseldorf.
- 2024: Martin Parr. Early Works. Fotografie Forum Frankfurt, Frankfurt am Main.

## Werke (Auswahl)
- Small World: A Global Photographic Project, 1987–94. Dewi Lewis Publishing, 1995, ISBN 1-899235-05-1.
- mit Gerry Badger: The Photobook: A History. 2 Bände. Phaidon Press, London. Bd. 1. 2004, ISBN 0-7148-4285-0. Bd. 2. 2006, ISBN 0-7148-4433-0.
- One Day – 10 Photographers. Kehrer Verlag, Heidelberg 2010, ISBN 978-3-86828-173-6.
- Life’s a Beach., Schirmer/Mosel, München 2013, ISBN 978-3-8296-0638-7.
- Early works. Maison CF, Clémentine de la Féronnière, Paris 2019, ISBN 979-1-09657510-7 (französisch).